# Llista cronològica de compositors de música clàssica
Això és una llista no exhaustiva de compositors de música clàssica ordenats cronològicament. En aquests moments comença amb Pérotin (1160-1220) i acaba amb Ottorino Respighi (1879-1936). Progressivament s'anirà completant amb altres compositors, especialment del segle xx i XXI.
Per a un llistat més detallada de compositors en determinades èpoques, vegeu:
- Llista de compositors medievals
- Llista de compositors de música clàssica del segle XX.

Per a una selecció orientativa dels compositors més destacats podeu anar a la Llista cronològica dels principals compositors de música clàssica.